# زوتاک
زوتاک (انگلیسی: ZOTAC) شرکت سخت‌افزار هنگ کنگی است، که در سال ۲۰۰۶ تأسیس شد.